# Cổ Mộ phái
Phái Cổ Mộ (tiếng Hoa: 古墓派) là một môn phái võ công hư cấu trong tiểu thuyết của Kim Dung. Phái Cổ Mộ là một trong 7 môn phái lớn nhất. Môn phái xuất hiện trong Thần điêu hiệp lữ, bối cảnh vào thế kỷ 13, dưới thời Nam Tống.

## Mô tả

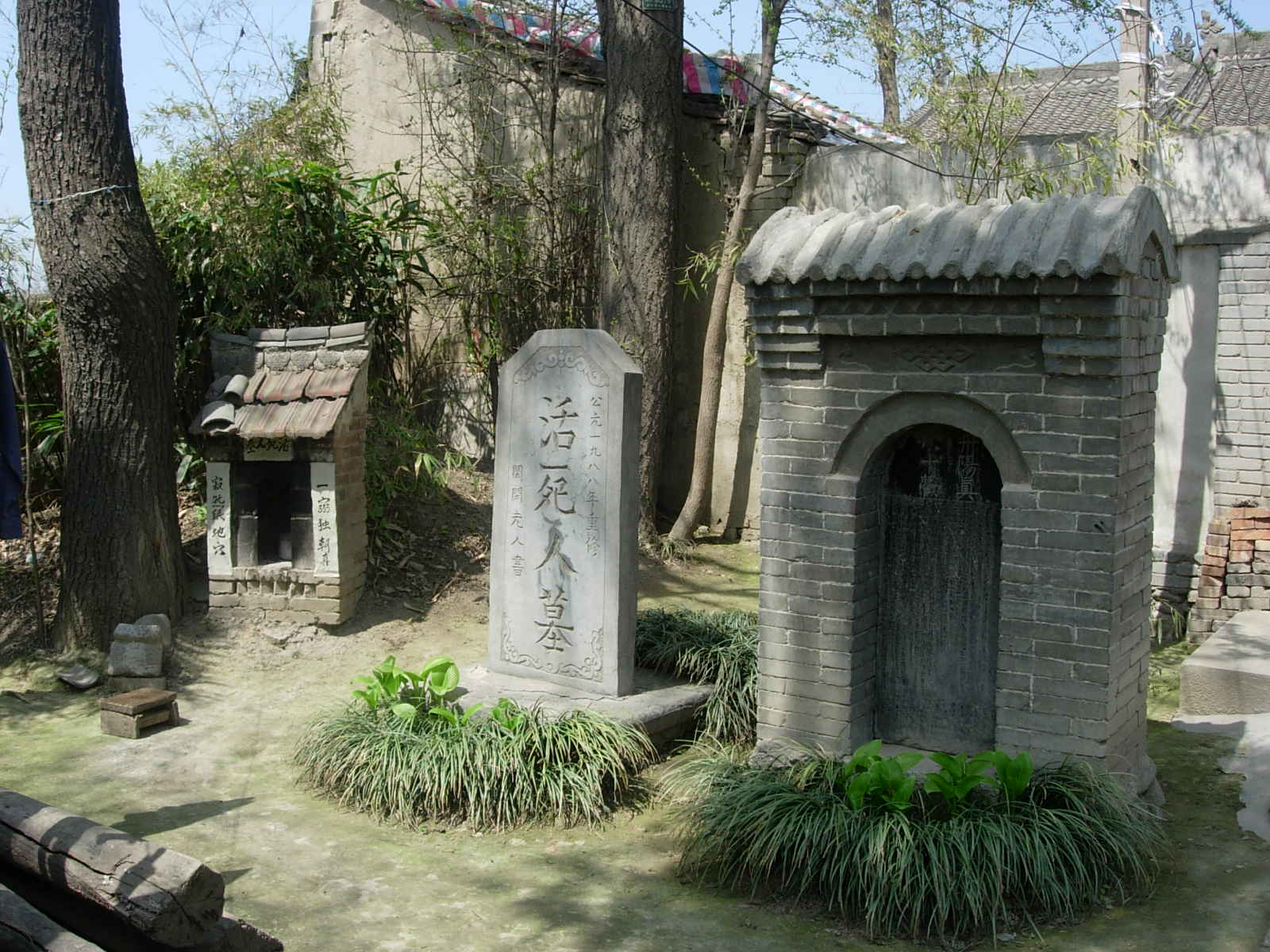
Hoạt tử nhân mộ Hộ Ấp, Tây An, Thiểm Tây

Vị trí phái Cổ Mộ nằm trong khu Cổ Mộ (Hoạt tử Nhân mộ), thuộc Chung Nam Sơn với Toàn Chân giáo là hàng xóm.
Đây là một môn phái ẩn dật với ít môn đồ và không nhận đàn ông. Người nhập phái điều đầu tiên phải làm là bái sư tổ Lâm Triều Anh và nhổ nước miếng vào chân dung Vương Trùng Dương. Môn đồ phải thủ cung sa, thề suốt đời không được rời khỏi Cổ Mộ. Sau khi chết, hài cốt môn đồ dù ở đâu cũng phải đưa về Cổ Mộ an táng.

## Người sáng lập và võ công
Người sáng lập ra phái Cổ Mộ là Lâm Triều Anh, bà là người yêu của Vương Trùng Dương, giáo chủ Toàn Chân giáo. Do không thể thành hôn, bà trở nên oán hận và đã lập ra môn phái Cổ Mộ ngay phía sau núi Chung Nam, gần phái Toàn Chân giáo.
Do trong lòng Lâm Triều Anh vẫn luôn nhớ đến mối tình xưa nên bà đã sáng tạo ra Ngọc nữ tâm kinh, một môn võ vừa có khả năng khắc chế vừa hỗ trợ võ công của Toàn Chân giáo.

## Nhân vật thuộc phái Cổ Mộ
- Lâm Triều Anh, người sáng lập
- Lý Mạc Sầu, sư tỉ Tiểu Long Nữ
- Tiểu Long Nữ
- Dương Quá, môn sinh nam duy nhất của phái, đệ tử của Tiểu Long Nữ
- Hồng Lăng Ba, đồ đệ của Lý Mạc Sầu
- Hoàng Sam nữ tử
- Lục Vô Song là con gái của Lục Lập Đỉnh, đệ tử thứ hai của Lý Mạc Sầu, là người yêu đơn phương Dương Quá, cùng Dương Quá kết nghĩa huynh muội.

Ngoài ra còn có A Hoàn của Lâm Triều Anh và còn là sư phụ của Tiểu Long Nữ và Lý Mạc Sầu
Người hầu là Tôn Bà Bà.